# Sri Sakalendukirana
Sri Sakalendukirana var regerande drottning av Bali från 1088 till 1101. 
Hon efterträdde kung Sri Walaprabhu Saka 1088, och blev den femte kvinnliga monarken på Bali sedan 915. Hennes officiella namn, Śri Maharaja Sakalendukirana Laksmidhara Wijayottunggadewi, var ovanligt långt, och har antagits beskriva hennes släktskap med tidigare regenter samt förbindelser med det gudomliga. 
Hon gav order om Nayakanjalan, en inskription som beskriver flera förhållningsorder om det dåvarande balinesiska samhället. 